# Costel Grasu
Costel Grasu (n. 5 iunie 1967, Fetești, Ialomița, România) este un fost aruncător de disc din România.

## Carieră
Costel Grasu este multiplu campion național în probele de aruncarea discului și aruncarea greutății. A participat de trei ori la Jocurile Olimpice. La Jocurile Olimpice din 1992 de la Barcelona, unde a ocupat locul 4 la disc, a fost portdrapelul României. Și la Campionatul Mondial din 1993 a ajuns pe locul 4 și la Campionatul European din 1994 s-a clasat pe locul 8. A mai participat la Jocurile Olimpice din 1996 și 2000, dar nu a reușit să se califice în finală.
În 2004 a primit Ordinul Meritul Sportiv clasa a III-a.
El este căsătorit cu atleta Nicoleta Grasu, născută Grădinaru.

## Realizări
| An   | Competiție           | Locație                | Loc | Note    |
| ---- | -------------------- | ---------------------- | --- | ------- |
| 1991 | Campionatul Mondial  | Tokio, Japonia         | 22  | 60,00 m |
| 1992 | Jocurile Olimpice    | Barcelona, Spania      | 4   | 62,86 m |
| 1993 | Campionatul Mondial  | Stuttgart, Germania    | 4   | 65,24 m |
| 1994 | Campionatul European | Helsinki, Finlanda     | 8   | 61,40 m |
| 1995 | Campionatul Mondial  | Göteborg, Suedia       | 14  | 60,64 m |
| 1996 | Jocurile Olimpice    | Atlanta, Statele Unite | 26  | 58,56 m |
| 1997 | Campionatul Mondial  | Atena, Grecia          | 34  | 56,70 m |
| 1999 | Campionatul Mondial  | Sevilla, Spania        | –   | FR      |
| 2000 | Jocurile Olimpice    | Sydney, Australia      | –   | FR      |

## Recorduri personale
| Probă               | Performanță | Dată        | Locație |
| ------------------- | ----------- | ----------- | ------- |
| Aruncarea discului  | 67,08 m     | 30 mai 1992 | Snagov  |
| Aruncarea greutății | 19,42 m     | 27 mai 1989 | Pitești |